# Izvoare (Dolj)
Izvoare es una comuna ubicada en el distrito de Dolj, Rumania.

## Superficie
Posee una superficie de 51,16 kilómetros cuadrados.

## Demografía
Hasta 2021 la población era de 1321 habitantes, con una densidad de población de 25,82 habitantes por kilómetro cuadrado.